# 92
Glej tudi: število 92
92 (XCII) je bilo prestopno leto, ki se je po julijanskem koledarju začelo na nedeljo.

## Dogodki
- 1. januar

## Smrti
- Ban Gu, kitajski zgodovinar, pesnik in politik, avtor Knjige Hana (* 32)